# NGC 761
NGC 761 est une galaxie spirale barrée située dans la constellation du Triangle. NGC 761 a été découverte par l'ingénieur irlandais Bindon Stoney en 1850.

## Caractéristiques
Sa vitesse par rapport au fond diffus cosmologique est de 4 764 ± 20 km/s, ce qui correspond à une distance de Hubble de 70,3 ± 4,9 Mpc (∼229 millions d'al).
À ce jour, trois mesures non basées sur le décalage vers le rouge (redshift) donnent une distance de 68,600 ± 1,015 Mpc (∼224 millions d'al), ce qui est à l'intérieur des valeurs de la distance de Hubble.
La classe de luminosité de NGC 761 est I et elle présente une large raie HI.

## Groupe de NGC 777
NGC 761 fait partie du groupe de NGC 777. Ce groupe comprend au moins 14 galaxies, dont NGC 750, NGC 751, NGC 777, NGC 783, NGC 785 et NGC 789.